# Valfroicourt
Valfroicourt település Franciaországban, Vosges megyében. Lakosainak száma 229 fő (2022. január 1.). Valfroicourt Bainville-aux-Saules, Dommartin-lès-Vallois, Esley, Frénois, Rancourt, Remoncourt, Rozerotte, Sans-Vallois és Les Vallois községekkel határos.

## Népesség
A település népessége az elmúlt években az alábbi módon változott:
| Lakosok száma | 246  | 246  | 249  | 241  | 239  | 235  | 233  | 230  | 229  |
|               | 2013 | 2015 | 2016 | 2017 | 2018 | 2019 | 2020 | 2021 | 2022 |